# Brachyscominae
Brachyscominae es una subtribu perteneciente a la subfamilia Asteroideae dentro de las asteráceas.

## Descripción
(La siguiente descripción se basa principalmente en las especies del género Brachyscome, la mayor de la subtribu.)
Son principalmente herbáceas (con ciclo biológico anual o perenne), algunas especies son arbustos. Las hojas son , en su mayoría, lineales o espatuladas y están dispuestas de una manera alterna. A menudo tienen una roseta basal de hojas. La inflorescencia es similar a la margarita, que consta de un tallo que soporta una carcasa compuesta de varias escalas que actúan como protección para el receptáculo en el que se encuentran dos tipos de flores: las flores externas liguladas y femeninas de color blanco, azul púrpura o malva, o las flores internas  tubulares y hermafroditas por lo general de color amarillo. Los frutos son pequeños aquenios con un corto vilano.

## Distribución
Las especies de este grupo se solo se distribuyen principalmente en Australia.

## Géneros
La subtribu comprende 3 géneros con 100 especies.
- Brachyscome Cass., 1816 (circa 70 spp.)
- Calotis R. Br., 1820 (circa 28-30 spp.)
- Ceratogyne Turcz., 1851 (1 sp. = Ceratogyne obionoides Turcz.)

## Galería con algunas especies

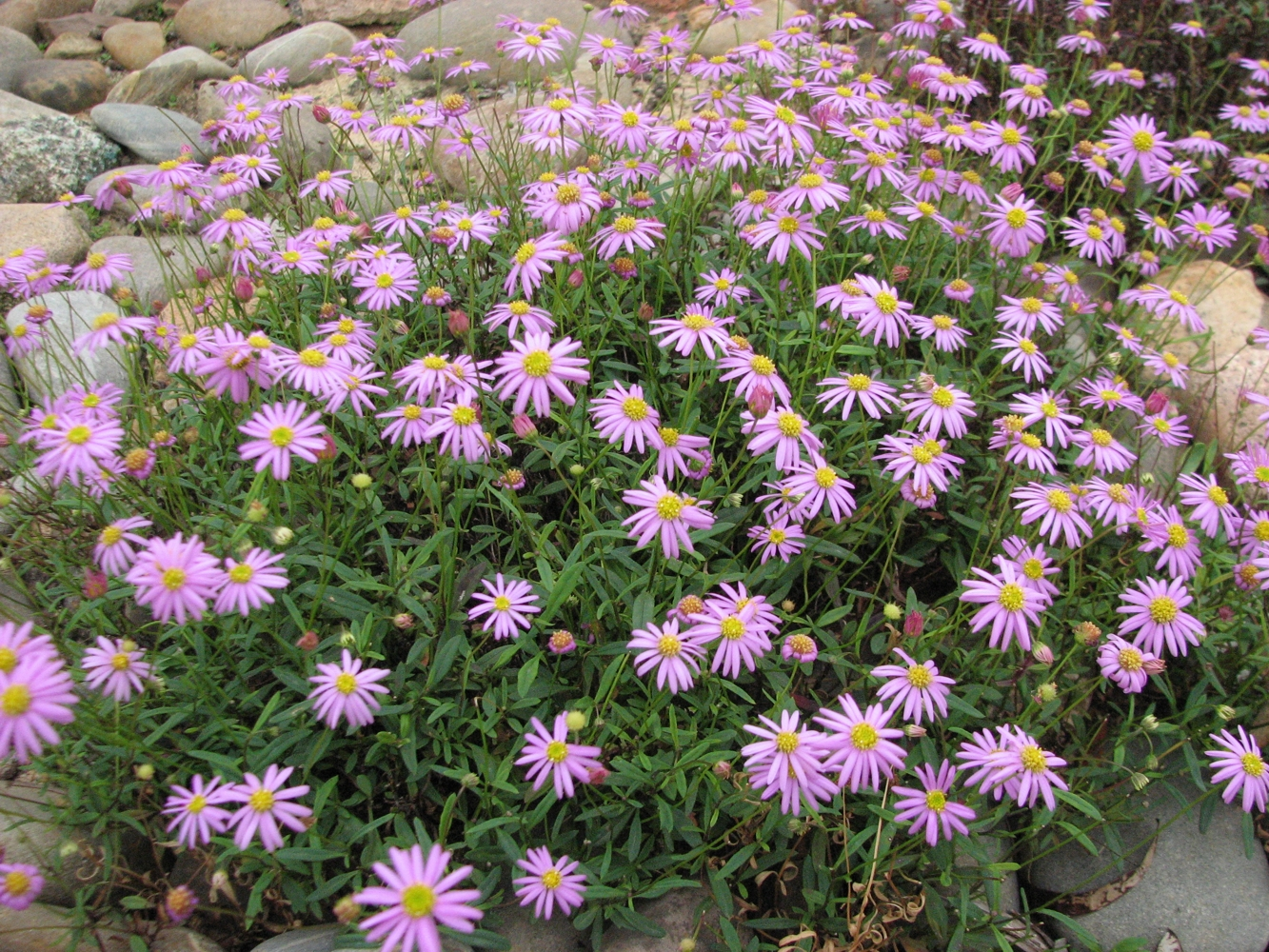
Brachyscome angustifolia
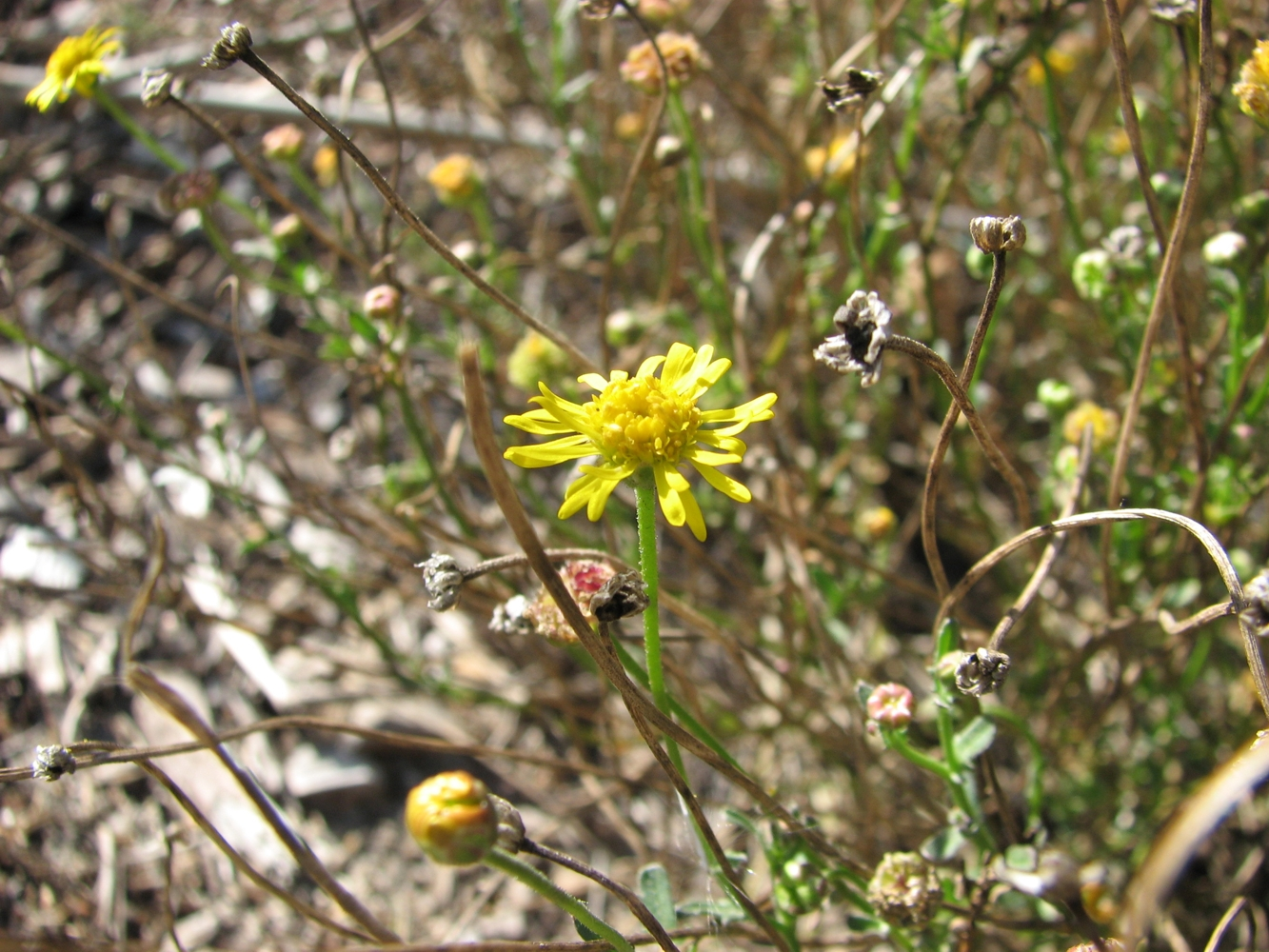
Brachyscome chrysoglossa
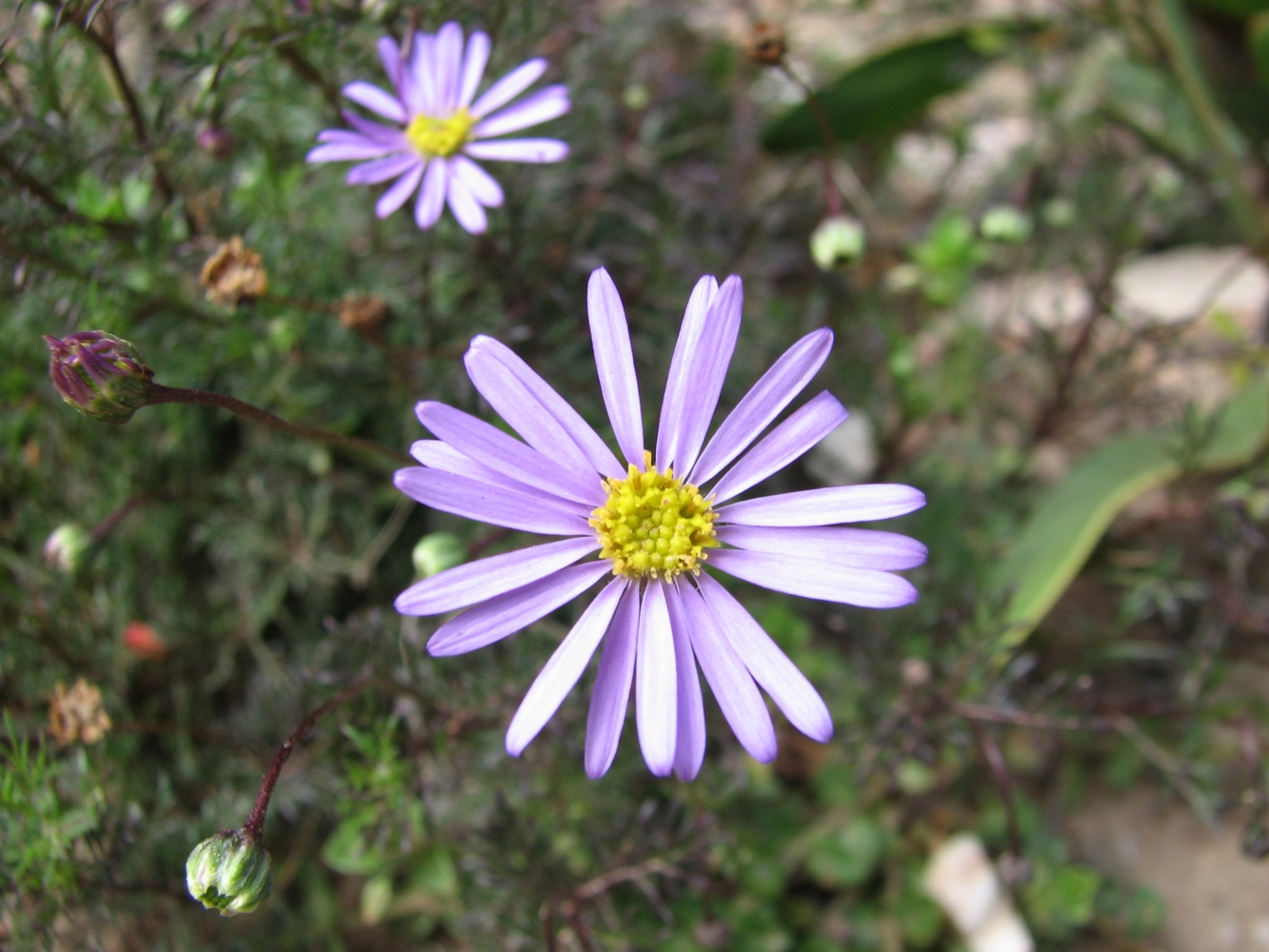
Brachyscome multifida
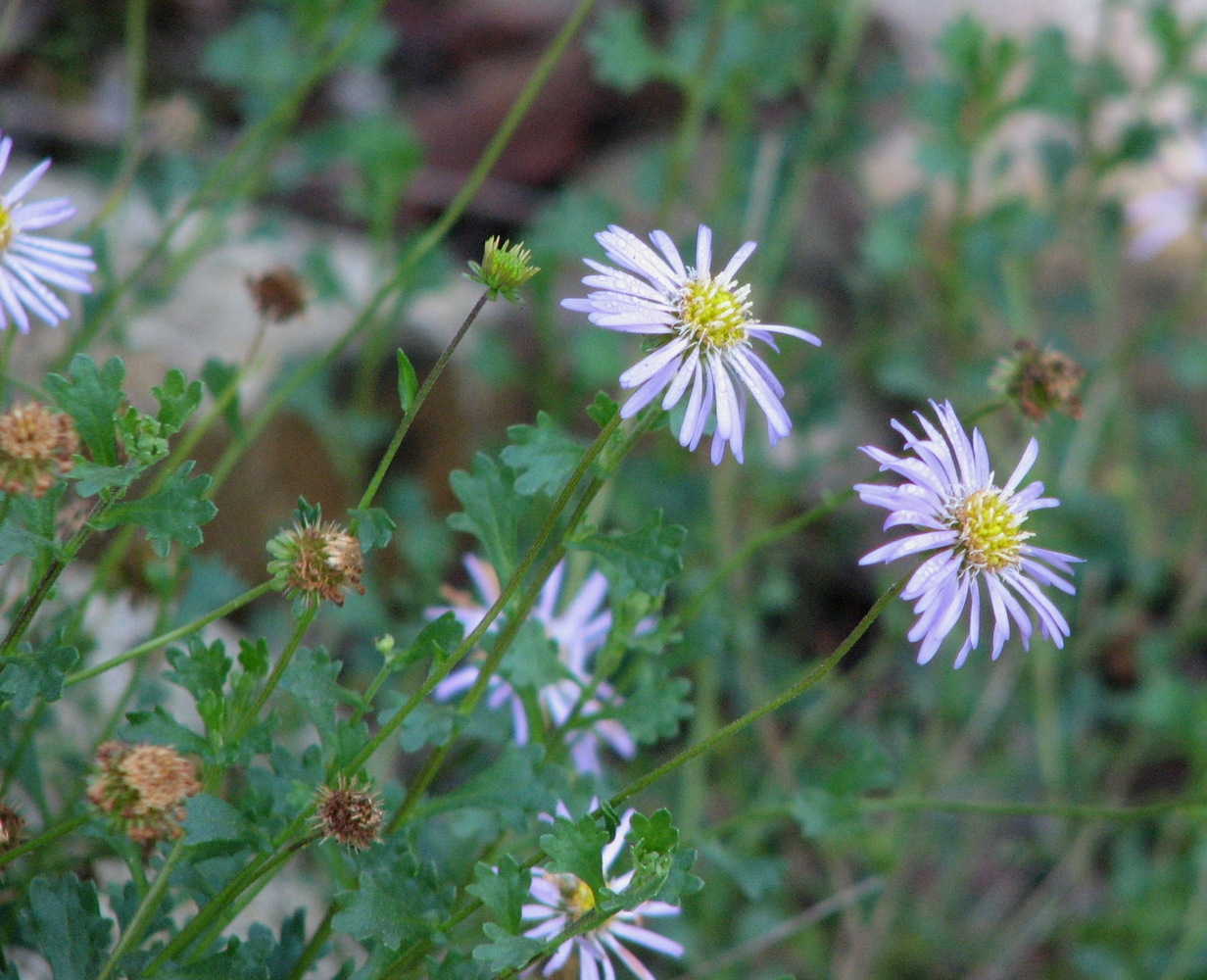
Calotis cuneifolia